# Zimmermannfjellet
Zimmermannfjellet är ett berg i Antarktis. Det ligger i Östantarktis. Norge gör anspråk på området. Toppen på Zimmermannfjellet är 2 324 meter över havet, eller 628 meter över den omgivande terrängen. Bredden vid basen är 3,5 km.
Terrängen runt Zimmermannfjellet är varierad. Trakten är obefolkad. Det finns inga samhällen i närheten. 